# Liste der Pfarren im Dekanat Voitsberg
Das Dekanat Voitsberg war ein Dekanat der römisch-katholischen Diözese Graz-Seckau.

## Pfarren mit Kirchengebäuden
| Pfarre                      | Pfarrverband                                                                      | Patrozinium             | Kirchengebäude                                                           | Bild                                      |
| --------------------------- | --------------------------------------------------------------------------------- | ----------------------- | ------------------------------------------------------------------------ | ----------------------------------------- |
| Bärnbach                    | Bärnbach – Kainach – Salla                                                        | Hl. Barbara             | Pfarrkirche Bärnbach                                                     | Pfarrkirche Bärnbach, Hundertwasserkirche |
| Edelschrott                 | Voitsberg – Edelschrott – Hirschegg – Modriach – Pack – St. Martin am Wöllmißberg | Hl. Laurentius          | Pfarrkirche Edelschrott                                                  | Pfarrkirche Edelschrott                   |
| Geistthal                   |                                                                                   | Hl. Jakobus der Ältere  | Pfarrkirche Geistthal                                                    | Pfarrkirche Geisttal                      |
| Graden                      | Köflach – Graden                                                                  | Hl. Oswald              | Pfarrkirche Graden                                                       | Pfarrkirche Graden                        |
| Hirschegg                   | Voitsberg – Edelschrott – Hirschegg – Modriach – Pack – St. Martin am Wöllmißberg | Mariä Namen             | Pfarrkirche Hirschegg                                                    | Pfarrkirche Hirschegg                     |
| Kainach                     | Bärnbach – Kainach – Salla                                                        | Hl. Georg               | Pfarrkirche Kainach                                                      | Pfarrkirche Kainach                       |
| Köflach                     | Köflach – Graden                                                                  | Hl. Maria Magdalena     | Stadtpfarrkirche Köflach                                                 | Stadtpfarrkirche Köflach                  |
| Ligist                      |                                                                                   | Hl. Katharina           | Pfarrkirche Ligist                                                       | Pfarrkirche Ligist                        |
| Maria Lankowitz             |                                                                                   | Mariä Heimsuchung       | Wallfahrtskirche Maria Lankowitz                                         | Pfarrkirche Maria Lankowitz               |
| Modriach                    | Voitsberg – Edelschrott – Hirschegg – Modriach – Pack – St. Martin am Wöllmißberg | Hl. Veit                | Pfarrkirche Modriach                                                     | Pfarrkirche Modriach                      |
| Mooskirchen                 | Mooskirchen – St. Johann ob Hohenburg                                             | Hl. Veit                | Pfarrkirche Mooskirchen                                                  | Pfarrkirche Mooskirchen                   |
| Pack                        | Voitsberg – Edelschrott – Hirschegg – Modriach – Pack – St. Martin am Wöllmißberg | Hl. Martin              | Pfarrkirche Pack Hebalmkapelle                                           | Pfarrkirche Pack                          |
| Piber                       |                                                                                   | Hl. Andreas             | Stadtpfarrkirche Piber                                                   | Pfarrkirche Piber                         |
| Salla                       | Bärnbach – Kainach – Salla                                                        | Hll. Petrus und Paulus  | Pfarrkirche Salla                                                        | Pfarrkirche Salla                         |
| Stallhofen                  |                                                                                   | Hl. Nikolaus            | Pfarrkirche Stallhofen                                                   | Pfarrkirche Stallhofen                    |
| St. Johann ob Hohenburg     | Mooskirchen – St. Johann ob Hohenburg                                             | Hl. Johannes der Täufer | Pfarrkirche Sankt Johann                                                 | Pfarrkirche St. Johann                    |
| Sankt Martin am Wöllmißberg | Voitsberg – Edelschrott – Hirschegg – Modriach – Pack – St. Martin am Wöllmißberg | Hl. Martin              | Pfarrkirche Sankt Martin                                                 | Pfarrkirche St. Martin                    |
| Voitsberg                   | Voitsberg – Edelschrott – Hirschegg – Modriach – Pack – St. Martin am Wöllmißberg | Hl. Josef               | Stadtpfarrkirche Voitsberg Filialkirche St. MichaelFilialkirche Hl. Blut | Stadtpfarrkirche Voitsberg                |

## Dekanat Voitsberg
Das Dekanat umfasste 18 Pfarren.
Dechanten
- bis 2015 Erich Linhardt, ab 2015 Generalvikar der Diözese Graz-Seckau
- 2016–2018 Gerald Krempl